# Herindeling Saksen 2008
De Herindeling van Saksen 2008 is in werking getreden met ingang van 1 augustus 2008 en betreft een herindeling van de districten in de Duitse deelstaat Saksen.

## Nieuwe districten

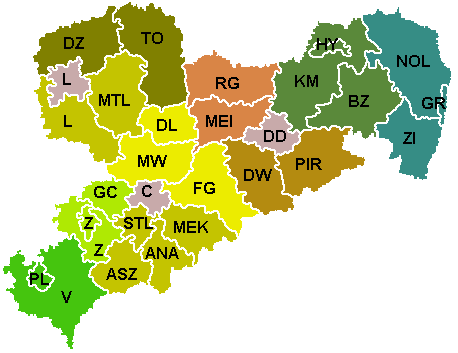
geplanter Zuschnitt der neuen Landkreise

Sachsens Landkreise nach der Kreisreform

De 22 districten van Saksen worden teruggebracht naar 10. Het aantal stadsdistricten wordt van 7 naar 3 gereduceerd.
De herindeling leidt tot de volgende nieuwe districten:

### Bautzen
Het district Bautzen bestaande uit de voormalige districten Bautzen, Kamenz en het voormalige stadsdistrict Hoyerswerda. Bestuurcentrum wordt Bautzen.

### Erzgebirgskreis
Het district Erzgebirgskreis bestaande uit de voormalige districten Annaberg, Aue-Schwarzenberg, Stollberg en Mittleren Erzgebirgskreises. Bestuurcentrum wordt Annaberg-Buchholz.

### Görlitz
Het district Görlitz bestaande uit de voormalige districten Löbau-Zittau, Niederschlesischer Oberlausitzkreis en het voormalige stadsdistrict Görlitz. Bestuurcentrum wordt Görlitz.

### Leipzig
Het district Leipzig bestaande uit de voormalige districten Leipziger Land en Muldentalkreis. Bestuurcentrum wordt Borna.

### Meißen
Het district Meißen bestaande uit de voormalige districten Meißen (1996-2008) en Riesa-Großenhain. Bestuurcentrum wordt Meißen.

### Mittelsachsen
Het district Mittelsachsen bestaande uit de voormalige districten Döbeln, Freiberg en Mittweida. Bestuurcentrum wordt Freiberg.

### Nordsachsen
Het district Nordsachsen bestaande uit de voormalige districten Delitzsch en Torgau-Oschatz. Bestuurcentrum wordt Torgau.

### Sächsische Schweiz-Osterzgebirge
Het district Sächsische Schweiz-Osterzgebirge bestaande uit de voormalige districten Sächsische Schweiz en Weißeritzkreis. Bestuurcentrum wordt Pirna.

### Vogtlandkreis
Het district Vogtlandkreis bestaande uit de voormalige districten Vogtlandkreis en het voormalig stadsdistrict Plauen. Bestuurcentrum wordt Plauen.

### Zwickau
Het district Zwickau bestaande uit de voormalige districten Chemnitzer Land, Zwickauer Land en het voormalige stadsdistrict Zwickau. Bestuurcentrum wordt Zwickau.